# Nociglia
Nociglia är en ort och kommun i provinsen Lecce i regionen Apulien i Italien. Kommunen hade 2 289 invånare (2017).